# Anatrichobius scorzai
Anatrichobius scorzai är en tvåvingeart som beskrevs av Wenzel 1966. Anatrichobius scorzai ingår i släktet Anatrichobius och familjen lusflugor. Inga underarter finns listade i Catalogue of Life.